# Фукуяма, Масахару
Масахару Фукуяма (яп. 福山雅治 Fukuyama Masaharu, род. 6 февраля 1969) — японский певец и музыкант (мультиинструменталист) из города Нагасаки. Представляет Фукуяму агентство по поиску талантов Amuse, Inc.
По словам музыкального сайта AllMusic, Фукуяма взошёл на японскую поп-сцену в начале 1990-х и сохраняет свою популярность с тех пор многие годы «благодаря комбинации великолепной внешности (он регулярно попадает в рейтинги „самых сексуальных“) и сладких поп-роковых мелодий, которые он в большинстве случаев пишет сам».

## Биография
Дебютировал Масахару Фукуяма в 1990 году с синглом «Tsuioku no Ame no Naka» и альбомом Dengon на лейбле BMG.
Потом последовали ещё три альбома в 1991—1992 годах и дебют на телевидении в 1991 году, но пробиться к популярности ему удалось только в 1992 году с синглом «Good Night», который был «тай-ином» к теледраме Ai Wa Dou Da (звучал в ней). В этой драме Фукуяма также появился в роли самого себя. В том же году состоялось его первое большое турне по Японии, а также он стал вести собственное шоу (которое не сходило с экранов до 1998 года).
В 1993 году его пятый альбом Calling попал на 1 место в чарте Oricon и продался в 450 тысячах экземпляров. Тогда же Фукуяма был приглашён на новогодний телеконцерт «Кохаку ута гассэн», что для японского поп-музыкального исполнителя является высшей мерой успеха.
В 1994 году его релиз впервые продался в миллионе экземпляров. Произошло это с сиглом «It's Only Love / Sorry Baby». В том же году у него вышел следующий альбом On and On, попять возглавивший чарт компании Oricon.

## Дискография
- См. статью «Masaharu Fukuyama discography» в английском разделе.

Студийные альбомы
- 1990: Dengon
- 1991: Lion
- 1991: Bros.
- 1992: Boots
- 1993: Calling
- 1994: On and On
- 1998: Sing a Song
- 2001: F
- 2006: 5 Nen Mono
- 2009: Zankyō
- 2014: Human

## Фильмография
- См. «Masaharu Fukuyama § Filmography» в английском разделе.